# Noëlle van der Sluijs
Noëlle van der Sluijs (Oud-Beijerland, 7 september 2005) is een Nederlands voetbalspeelster. Ze speelt als aanvaller voor Feyenoord in de Vrouwen Eredivisie.

## Clubcarrière
Van der Sluijs begon op haar negende met voetballen bij NBSVV uit haar geboorteplaats. In 2017 maakte ze de overstap naar de jeugdopleiding van Feyenoord. Ze kwam in Feyenoord -16 terecht van waaruit ze via het beloftenelftal in 2023 voor het eerst mocht aansluiten bij het eerste elftal. Op 17 september 2023 maakte Van der Sluijs haar debuut voor Feyenoord in de Vrouwen Eredivisie. In de uitwedstrijd tegen FC Twente op 1 oktober 2023 scoorde van der Sluijs haar eerste doelpunt voor Feyenoord.
Op 20 december 2023 tekende van der Sluijs haar eerste profcontract bij Feyenoord. In het seizoen 2024/25 verkreeg Van der Sluijs door blessureleed bij Justine Brandau een basisplaats op de linksbackpositie van Feyenoord. Op 21 december 2024 mocht ze als basisspeelster aantreden in De Kuip tegen PSV. In mei 2025 verlengde Van der Sluijs haar contract tot 30 juni 2027.

## Statistieken
| Seizoen | Club      | Land      | Competitie         | Wedstrijden | Doelpunten |
| ------- | --------- | --------- | ------------------ | ----------- | ---------- |
| 2023/24 | Feyenoord | Nederland | Vrouwen Eredivisie | 21          | 1          |
| 2024/25 | Feyenoord | Nederland | Vrouwen Eredivisie | 20          | 1          |
| Totaal  | Totaal    | Totaal    | Totaal             | 41          | 2          |

Laatste update: 30 mei 2025

## Interlandcarrière
Van der Sluijs werd in 2024 voor het eerst opgenomen in de voorlopige selectie van Nederland -19. In 2024 werd Van der Sluijs opgeroepen voor het Nederlands elftal onder 20 dat het wereldkampioenschap in Colombia speelde. Ze maakte als enige veldspeelster geen minuten op het eindtoernooi waar ze met haar land op de vierde plaats eindigde.

## Privé
Van der Sluijs studeert verpleegkunde.
1 Weimar ·
2 Waldus ·
4 Verspaget ·
5 Obispo ·
6 Brandau ·
7 Teulings ·
8 Pijnenburg ·
9 Koopman ·
10 Van de Westeringh ·
11 Henry ·
14 De Graaf ·
15 Koga ·
16 Van Eijk ·
17 Van der Sluijs ·
18 Heij ·
19 Haesakkers ·
20 Szymczak ·
21 Van Bentem ·
23 Itamura ·
24 Baptiste ·
25 Van de Lavoir ·
26 De Paus ·
27 DellaPeruta ·
28 Hulswit ·
33 Van Kerkhoven ·
42 Buabadi ·
Coach: Torny
Assistent-coach: Pieters
Assistent-coach: Tjaden
Keeperstrainer: Van der Kaaij